# 弗拉基米尔·布洛茨基
弗拉基米尔·尼古拉耶维奇·布洛茨基（羅馬化：Vladimir Nikolayevich Blotskiy；1977年11月10日—）是俄罗斯政治人物，第七届、第八届国家杜马代表。
2001年，布洛茨基开始在Sovremennoye pravo法律公司担任法律顾问。2005 年，他领导管理公司Flotoceanprodukt LLC的法律部门。随后，他担任摩尔曼斯克拖网舰队股份公司和摩尔曼斯克省舰队股份公司管理公司的总经理。2016年，他成为下诺夫哥罗德州第七届国家杜马代表。自2021年9月起，他担任下诺夫哥罗德州第八届国家杜马。2023年12月，布洛茨基提前提前结束了他的任期，中央选举委员会随后将空缺的职务移交给弗拉季斯拉夫·叶戈罗夫。
2021年，布洛茨基在福布斯俄罗斯最富有公务员排行榜上排名第46位。

## 制裁
布洛茨基于2022年因俄乌战争而受到英国政府制裁。